# Exoneura maculata
Exoneura maculata là một loài Hymenoptera trong họ Apidae. Loài này được Rayment mô tả khoa học năm 1935.